# Réserve naturelle de Sandbukta-Østnestangen
La réserve naturelle de Sandbukta-Østnestangen  est une réserve naturelle norvégienne qui est située dans la municipalité de Asker dans le comté d'Akershus.

## Description
La réserve naturelle est située sur une petite péninsule au sud de la ville de Tofte. La zone a une superficie d'environ 0,473 km2, excepté la zone de loisir..
La zone a été protégée afin de préserver une zone avec une grande variation dans les types de végétation et les types naturels particuliers. La zone a un zonage naturel allant de la mer ouverte et des plages de sable bien développées à la forêt avec des éléments de forêt naturelle, de forêt marécageuse et de forêt de feuillus. Plusieurs espèces inscrites sur la liste rouge y sont présentes et certaines parties de la zone ont une valeur de conservation entomologique très élevée.